# Харлем (Џорџија)
Харлем (енгл. Harlem) град је у америчкој савезној држави Џорџија. По попису становништва из 2010. у њему је живело 2.666 становника.

## Демографија
Према попису становништва из 2010. у граду је живело 2.666 становника, што је 852 (47,0%) становника више него 2000. године.
| Група             | 2000.         | 2010.         |
| Белци             | 1.270 (70,0%) | 1.831 (68,7%) |
| Афроамериканци    | 461 (25,4%)   | 637 (23,9%)   |
| Азијати           | 16 (0,9%)     | 28 (1,1%)     |
| Хиспаноамериканци | 41 (2,3%)     | 113 (4,2%)    |
| Укупно            | 1.814         | 2.666         |